# Nhà thờ Nuestra Señora de la Peña de Faido
Nhà thờ Nuestra Señora de la Peña de Faido (Tiếng Tây Ban Nha: Iglesia de Nuestra Señora de la Peña de Faido) là một nhà thờ nằm ở Peñacerrada-Urizaharra, Tây Ban Nha. Nhà thờ được công nhận là Bien de Interés Cultural năm 1984.